# Vorbergshügel
Der Vorbergshügel ist der höchste (99,4 m ü. NHN) und gleichzeitig bekannteste Hügel der Nienberger Höhen, die den etwa 4 km langen Südosten des Altenberger Rückens am münsterschen Stadtteil Nienberge und nordwestlich davon einnehmen. Die Teil-Hügelkette hat ihren zweithöchsten Punkt im unmittelbar nordwestlich benachbarten Mühlenberg (97,9 m ü. NHN).
Seit 1994 ist das nach dem Hügel benannte Naturschutzgebiet Vorbergs Hügel ausgewiesen, das in seiner Ausdehnung etwa den Nienberger Höhen entspricht.